# Сунь Є
Сунь Є (кит. 孙晔, пін. Sūn Yè, 15 січня 1989) — китайська плавчиня, олімпійська медалістка.

## Виступи на Олімпіадах
| Олімпіада  | Дисципліна                    | Місце |
| ---------- | ----------------------------- | ----- |
| Пекін 2008 | плавання на 100 метрів брасом | 7     |
| Пекін 2008 | комплексна естафета 4 × 100   | 3     |